# Јапанска царска војска
Јапанска царска војска (јап. 大日本帝國陸軍 — дај-нипон тејкоку рикугун) била је копнена војска Јапанског царства од 1871. до 1945.
Највиши оперативни и командни орган је био Генералштаб, а управну функцију је вршило Министарство војске. Такође, постојала је и Врховна команда која је координирала операцијама Јапанске царске војске и Јапанске царске морнарице. Генералисимус оружаних снага је био цар.
Начелник Генералштаба, министар војске и шеф операција су састављали војно одјељење Врховне команде. У њен састав су улазили још и генерални инспектор ратне припреме и генерални инспектор ратног ваздухопловства. Начелник и министар су такође били чланови Врховног ратног савјета.
Након пораза Јапанског царства у Другом свјетском рату, Јапанска царска војска је распуштена.